# Progrillotia pastinacae
Progrillotia pastinacae is een lintworm (Platyhelminthes; Cestoda). De worm is tweeslachtig. De soort leeft als parasiet in andere dieren.
Het geslacht Progrillotia, waarin de lintworm wordt geplaatst, wordt tot de familie Progrillotiidae gerekend. De wetenschappelijke naam van de soort werd voor het eerst geldig gepubliceerd in 1946 door Dollfus.